# Berceni (Prahova)
Pour les articles homonymes, voir Berceni.
Berceni est une commune roumaine du județ de Prahova, dans la région historique de Valachie et dans la région de développement du Sud.

## Géographie
La commune de Berceni est située dans le sud du județ, sur la rive gauche de la Teleajen, dans la plaine valaque, à 4 km à l'est de Ploiești, le chef-lieu du județ, dont elle est un faubourg.
La municipalité est composée des cinq villages suivants (population en 1992) :
- Berceni (2 362), siège de la commune ;
- Cartierul Dâmbu (533) ;
- Cătunu (736) ;
- Cortătești (1 371) ;
- Moara Nouă (859).

## Politique
| Parti | Parti                                                 | Sièges |
| ----- | ----------------------------------------------------- | ------ |
|       | Parti national libéral (PNL)                          | 8      |
|       | Parti social-démocrate (PSD)                          | 5      |
|       | Alliance des libéraux et démocrates (ALDE)            | 1      |
|       | Union nationale pour le progrès de la Roumanie (UNPR) | 1      |

## Religions
En 2002, la composition religieuse de la commune était la suivante :
- Chrétiens orthodoxes, 98,63 % ;
- Chrétiens évangéliques, 0,60 % ;
- Pentecôtistes, 0,44 %.

## Démographie
En 2002, la commune comptait 6 080 Roumains (99,88 %). On comptait à cette date 1 836 ménages et 1 768 logements.
| 1992  | 2002  | 2007  |
| ----- | ----- | ----- |
| 5 861 | 6 087 | 6 105 |

## Économie
L'économie de la commune repose sur l'agriculture et l'élevage.

## Communications

### Routes
La commune est traversée par la rocade périphérique sud de Ploiești, la DN1A qui relie la DN1 et la DN1B. Les routes régionales DJ139 et DJ101D mènent vers Râfov au sud.

### Voies ferrées
Berceni est desservie par la ligne de chemin de fer Ploiești-Urziceni.

## Lieux et monuments
- Église orthodoxe St Nicolas datant de 1792.